# Silvana Lattmann
Silvana Lattmann nata Abruzzese (Napoli, 8 novembre 1918 – Rüschlikon, 19 luglio 2023) è stata una scrittrice e poetessa italiana naturalizzata svizzera.

## Biografia
Era figlia di un napoletano, l'avvocato Alfonso Abruzzese, e di una padovana, Alba Scanferla. Dopo la morte precoce del padre la famiglia si trasferì a Sanremo, Roma, Milano e Genova. Silvana Abruzzese, dopo la maturità classica, intraprese studi universitari di biologia e scienze naturali a Roma e Genova che terminò laureandosi nel luglio 1942. Nello stesso mese sposò l'ingegnere navale e tenente di Marina Michele Sgarlata, di stanza sul sommergibile Porfido operante nel Mediterraneo, che fu silurato e affondato nel dicembre del 1942. 
Dopo la guerra Silvana Abruzzese lavorò da assistente all'Università di Milano e da ricercatrice alla Stazione zoologica Anton Dohrn di Napoli. Tra il 1948 ed il 1954 insegnò alle scuole superiori di Bergamo, Milano e Roma.
Nel 1954 si sposò in seconde nozze col cittadino svizzero Charles Lattmann, di cui assunse il cognome; divenuta cittadina elvetica, si trasferì a San Gallo e poi, dal 1993, a Zurigo. Scrisse sempre in lingua italiana, firmandosi Silvana Abruzzese Lattmann.
Morì all'età di 104 anni nell'estate del 2023 in una casa di riposo a Rüschlikon. Il suo appartamento zurighese, al civico 8 di Brunngasse (che diede anche il titolo a una delle sue opere), è stato trasformato in museo.

## Riconoscimenti
- 1983: Premio Schiller
- 1984: Premio Schiller per Fessura[4]
- 1997: Premio Schiller per Malâkut[5]

## Opere
- Quindici poesie. In: Almanacco dello specchio. Mondadori, Milano 1978.
- Le storie di Ariano. Nuove edizioni Vallecchi, Firenze 1980.
- Fessura. Edizioni Casagrande, Bellinzona 1983.
- Assolo per tromba in fa maggiore. Edizioni Casagrande, Bellinzona 1985
- Il Viaggio. Edizioni Casagrande, Bellinzona 1987.
- Quarta serata. Poesie–Bloc Notes 17. 1988
- Su Rosa rosse rosa di Alida Airaghi. Bloc Notes, 1988.
- La vecchia signora e il Brünig-Bahn Landi. Verkehrshaus, Lucerna 1989.
- La favola del poeta, della principessa, della parola e del gerundio. Edizioni Casagrande, Bellinzona 1989.
- Malâkut. Vanni Scheiwiller, Milano 1996.
- Signa. Edizioni Florence Packaging, 1997. Con tavole calligrafiche nippocinesi di Irma Bamert.
- Deianira. Edizioni Casagrande, Bellinzona 1998.
- Tale un teatro per me. (Incisione di Samuele Gabai.) Edizioni Pulcinoelefante, Osnago 1998.
- Incontri. (Grafica Alina Kalczynska, traduzione inglese Sarah Thorne). Vanni Scheiwiller, Milano 1998.
- Da solstizio a equinozio. Interlinea edizioni, Novara 2001.
- Fuoco e memoria. Bertoncello 2002.
- Graugraugrau. Edizioni Pulcinoelefante, Osnago 2006.
- Le storie di Ariano. Edizioni Josef Weiss, Mendrisio 2008.
- Incustodite distanze. Interlinea edizioni, Novara 2008.
- Brunngasse 8. Interlinea edizioni, Novara 2010.
- Quando il sud s'incontra armoniosamente con il nord. Leggerti N. 20.
- La quadratura del cerchio. Edizioni Ulivo, Balerna 2014.
- Vita e viaggi di J.L. Burckhardt. Un incontro con l'Islam dell'Ottocento. Con illustrazioni d'epoca. Edizioni Interlinea, Novara, 2016.
- Nata il 1918, Edizioni Casagrande, Bellinzona 2018
- I colori della guerra, Interlinea edizioni 2019.